# Apixaban
Apixabanul (cu denumirea comercială Eliquis) este un medicament anticoagulant acționând ca un inhibitor direct al factorului Xa al coagulării sanguine. Calea de administrare disponibilă este cea orală.
Apixabanul a fost aprobat pentru uz medical în Uniunea Europeană în mai 2011, iar în Statele Unite ale Americii în decembrie 2012.. Se află pe lista medicamentelor esențiale ale Organizației Mondiale a Sănătății. Nu este disponibil sub formă de medicament generic, iar patentul va fi valabil până în 2026.

## Utilizări medicale
Apixabanul este utilizat pentru:
- profilaxia tulburărilor tromboembolice venoase (chirurgie generală sau ortopedică, etc.);
- profilaxia  accidentului vascular cerebral și a emboliei sistemice (în caz de fibrilație atrială non-valvulară);
- tratamentul trombozei venoase profunde (TVP) și al emboliei pulmonare (EP).

## Reacții adverse
Poate cauza sângerări și greață. Rar poate cauza alergii. Este contraindicat în sarcină și alăptare.